# Meridiano Lines
La Meridiano Lines è una società di navigazione privata controllata dall'imprenditore Cesare Diano che si occupa dei collegamenti marittimi nello stretto di Messina, tra Reggio e Messina, tramite traghetti bidirezionali per il trasporto di mezzi gommati e passeggeri. Questa tratta permette di evitare l'attesa presso Villa San Giovanni e Messina dove il traffico è più intenso, specialmente in alcuni periodi dell'anno.

## Attività
- Trasporto e spedizioni navali di merci
- Trasporti navali di passeggeri
- Trasporti marittimi di merci
- Trasporti marittimi di navi
- Trasporti marittimi di passeggeri

## Servizi
- Attraversamento stretto di Messina
- Autotraghetto Reggio Calabria - Tremestieri (ME)
- Nave traghetto Reggio Calabria - Tremestieri (ME)

## Specialità
- Traghettamento camion
- Trasporti passeggeri con navi di linea
- Trasporti passeggeri con traghetti marittimi per auto

## Flotta
La flotta è composta da due navi bidirezionali che fanno la spola tra il porto di Reggio Calabria e il porto di Tremestieri. I tempi di attesa tra una corsa e l'altra sono di circa 60 minuti (dal lunedì al venerdì) e di 120 minuti il sabato e un tempo di percorrenza compreso tra i 40 e i 50 minuti. Le navi che forniscono il servizio sono:
- La Villa San Giovanni, costruita nel 1980, ha una stazza di 1 396 t, lunghezza 114,98 m, larghezza 17 m, raggiunge la velocità di 14 nodi e può trasportare 500 persone, 120 auto. Noleggiata dalla Caronte & Tourist, copre la tratta tra Tremestieri e Reggio Calabria.
- La Giano, costruita nel 1985, ha una stazza di 1 396 t, lunghezza 114,98 m, larghezza 17 m, raggiunge la velocità di 14 nodi e può trasportare 450 persone, 120 auto. Noleggiata dalla Caronte & Tourist, copre la tratta tra Tremestieri e Reggio Calabria.